# Barič (Obrenovac)
Barič (em cirílico:Барич) é uma vila da Sérvia localizada no município de Obrenovac, pertencente ao distrito de Belgrado, na região de Posavina. A sua população era de 7095 habitantes segundo o censo de 2002.

## Demografia
| 1948  | 1953  | 1961  | 1971  | 1981  | 1991  | 2002  |
| ----- | ----- | ----- | ----- | ----- | ----- | ----- |
| 1 570 | 2 160 | 2 604 | 2 931 | 5 033 | 5 982 | 6 586 |